# Hesperochernes occidentalis
Hesperochernes occidentalis är en spindeldjursart som först beskrevs av Clarence Clayton Hoff och Bolsterli 1956.  Hesperochernes occidentalis ingår i släktet Hesperochernes och familjen blindklokrypare. Inga underarter finns listade i Catalogue of Life.